# Manhunt 2
Manhunt 2 és un videojoc de terror i sigil, de Rockstar Games i desenvolupat per Rockstar London i seqüela de Manhunt, així com el segon lliurament de la sèrie Manhunt. El joc va ser programat per ser llançat a Wii, PlayStation 2 i PSP al juliol de 2007, però va ser ajornat per Take-Two Interactive a causa d'una petita fallada i va rebutjar la classificació del joc al Regne Unit i una classificació AO (Adults Only, de català: Només adults) a l'ESRB als Estats Units, sepultant tota possibilitat que el joc fos llançat pel fet que Nintendo, i Sony, com a part de la seva política, no permet que jocs amb aquesta classificació siguin venuts per a les seves respectives consoles.
Posteriorment, Rockstar Games va realitzar una modificació al joc, suavitzant el seu nivell de violència, aconseguint que aquest fos finalment classificat M (Mature, de català: Maduro), la qual cosa els va permetre llançar-ho el 29 d'octubre de 2007 a Amèrica del Nord i el 31 d'octubre de 2007 a Europa. Després d'un llarg litigi el joc és finalment llançat al Regne Unit amb la temuda classificació de +18. La versió PC va sortir sense censura el 6 de novembre de 2009 a través de la descàrrega de Direct2Drive exclusivament per a Amèrica del Nord amb una classificació AO per part d'ESRB. És considerat un dels jocs més violents de la història.

## Història
L'argument gira al voltant de Daniel Danny Lamb (protagonista), un home que no recorda el seu passat. Daniel "desperta" al Dixmor Asylum/Dixmor Hospital for the Criminally Insane / Cottonmouth Asylum (de l'anglès: Asil Dixmor / Hospital Dixmor per a Criminals Dements / Asilo Cottonmouth), amb el cos inconscient d'un metge als seus peus i una xeringa a la mà. Amb la porta de la cel·la oberta, Daniel veu l'oportunitat de fugir-ne.
Al llarg de la història composta per 15 missions, Daniel avança amb Leo Kasper, un altre reclús de l'institut, i intenta descobrir el seu passat i el perquè estava tancat en un manicomi. A mesura que avança la trama, Daniel descobreix que era un científic al Pickman Project (de l'anglès: Projecte Pickman) que va acabar tancat durant 6 anys al Dixmor Asylum. També es descobreix que Daniel és el creador d'una droga anomenada Cortexa, que el fa recordar el passat quan se la injecta.

## Personatges
Daniel "Danny" Lamb: Protagonista, que pateix d'una incontrolable amnèsia. Danny era un científic sota ordres del Dr. Pickman i del seu projecte. Tot i les protestes de la seva dona, decideix presentar-se voluntari en els experiments del Pickman Project, l'objectiu del qual és el trasplantament de personalitats en cossos aliens a elles. L'objectiu de Danny és recuperar la memòria i descobrir què li va passar en el passat. És una paròdia de l'Assassí del Zodíac, un criminal que va cometre diversos assassinats a San Francisco als anys 70.
Leo Kasper: Segon personatge jugable del joc vídeo. Leo Kasper era un agent governamental expert en combat, evasió, infiltració i tècniques d'assassinat. Després de ser sotmès als experiments del projecte Pickman Bridge per eliminar tot el rastre d'humanitat i compassió, Leo es converteix en un assassí psicòpata que només és impulsat per la seva set de sang. A la trama principal es presenta com un altre intern de l'asil de què escapa Danny. Durant la fugida, Leo ensenya a Danny tècniques i moviments per poder seguir avançant.
Dr. Pickman: Personatge d'alta importància a la història del joc. És el cap del Pickman Project, raó per la qual porta el seu nom. És el líder d'aquest experiment, la ment responsable per tot el que aquest abasta i representa com el producte final del projecte, el Pickman Bridge. Després del fracàs d'aquest, va ser Pickman qui va ordenar la captura de Danny i va decidir posteriorment tancar-ho al Dixmor Asylum.
Dra. Laura Whyte: Metge d'alt rang del Pickman Project i amiga de Danny, qui ha estat en desacord amb els mètodes del Dr. Pickman inclosa la contractació de bandes per capturar i/o matar per matar Danny/Leo. Ella creu que Danny ha de ser capturat viu i rehabilitat de Leo amb sessions de teràpia.

### Personatges secundaris
Michael Grant: Millor amic de Danny i company en el projecte, sent un científic de renom en el mateix, i assassinat en informar al projecte els plans de Leo amb Danny.
Judy Sender: Intel·ligent científic companya de Danny, amb moltes connexions en clubs i bordells per aconseguir subjectes de prova per al projecte. Buscant respostes, és àrduament perseguida per Danny i Leo al principi de la història, fins que finalment acaba assassinada.
Sra. Lamb: Esposa de Danny, qui està en total desacord amb la participació de Danny en el projecte. La trama pren inici estant ella morta, sent el seu decés un misteri a develar mitjançant transcorre la història.

## Sistema d'execucions
Hi ha tres tipus d'execucions:
Afanyades: No són molt duradores consisteixen usualment en un cop sec per matar la víctima. Es representen de color gris. No sumen part de salut en fer-les.
Violentes: Són més duradores que les precipitades i es fa més mal a la víctima abans de matar-la. Es representen de color groc. Sumen una petita part de salut en fer-les.
Sagnant, Hardcore o Atroz: Aquestes són les execucions més sagnants i escabroses, també les més difícils de fer pel temps que requereixen. Es representen de color vermell i en fer-la a un enemic et suma una part de salut (considerable si aquesta es troba baixa).
Així també són presentades de color vermell les execucions amb armes de foc (acció exclusiva d'algunes versions), execucions ambientals (marcats amb una calavera al radar), o quan es fan execucions aèries per a les quals has d'estar en un lloc més alt ja certa distància.